# Jordi d'Ornos
Jordi d'Ornos (Perpignan, cerca de 1380 – Carpentras, 1452) foi um pseudocardeal aragonês da Igreja Católica com atuação na França, que foi bispo de Carpentràs. 

## Biografia
Iniciou seus estudos em artes liberais na Universidade de Perpignan por volta de 1394. Posteriormente, obteve o doutorado em direito. Foi prior do mosteiro de Sant Pere de Casserres e mais tarde, arquidiácono nas catedrais de Elne e Barcelona.
Em 4 de junho de 1423, o Papa Martinho V o nomeou como bispo de Vic e o delegou para resolver os efeitos do cisma de Avinhão. Participou do Concílio de Tortosa (1429), onde o cisma foi definitivamente extinto. Opôs-se à união da comunidade de L'Estany com a igreja canónica de Manresa (1425) e foi notável a sua ação no sínodo diocesano de Manresa em 1433, onde teve como vigário geral o célebre jurisconsulto Jaume Marquilles.
Ele participou do Concílio de Basileia e foi um dos bispos que elegeu o Antipapa Félix V.
Foi criado cardeal pelo Antipapa Félix V no Consistório de 12 de outubro de 1440 ocorrido em Genebra, recebendo o título de cardeal-presbítero de Santa Anastácia. Optou pelo título de Santa Maria in Trastevere em 1441.
O Papa Eugênio IV então o depôs da sé de Vic e do cardinalato, mas ele continuou a ser considerado bispo de Vic até 1445. Ele se reconciliou com o Papa Nicolau V em 1449 e foi nomeado bispo de Carpentràs.
Morreu em 1452, em Carpentras.